# Lasioglossum apricarium
Lasioglossum apricarium là một loài Hymenoptera trong họ Halictidae. Loài này được Warncke mô tả khoa học năm 1982.